# ويليس أوتشيينغ
ويليس أوتشيينغ (بالإنجليزية: Willis Ochieng)‏ هو لاعب كرة قدم كيني في مركز حراسة المرمى، ولد في 10 أكتوبر 1981 في Mathare ‏ في كينيا. شارك مع منتخب كينيا لكرة القدم. أما مع النوادي، فقد لعب مع نادي ماريهامن.

## وصلات خارجية
- ويليس أوتشيينغ على موقع قاعدة بيانات كرة القدم.إي يو (الإنجليزية)
- ويليس أوتشيينغ على موقع ناشيونال فوتبول تيمز (الإنجليزية)
- ويليس أوتشيينغ على موقع Soccerway.com (الإنجليزية)
- ويليس أوتشيينغ على موقع عالم كرة القدم.نت (الإنجليزية)